# 東西食品
東西食品（トンソしょくひん）は、大韓民国の食品企業。韓国ではインスタントコーヒーで知られ、「マキシム」ブランドでの販売を行っている。米国クラフトフーヅ社傘下。

## 沿革
1968年設立。1970年、米国のゼネラルフーヅ社と技術提携し、ゼネラルフーズのコーヒーブランド「マックスウェルハウス」（Maxwell House、맥스웰하우스）を導入して、生産と販売を開始した。これが韓国初のインスタントコーヒーである。1974年には植物性クリーミングパウダー「プリマ」（프리마）を自社生産した。
1976年には、「コーヒーミックス」を開発。1980年にはゼネラルフーヅのコーヒーブランド「マキシム」（Maxim、맥심）を導入した。「マキシム」ブランドのインスタントコーヒーとパウダー・砂糖を配合した「コーヒーミックス」は人気を集め、東西食品は韓国でコーヒーを生産する最も有名な企業として広く知られてきた。 2000年代においても、マキシムは韓国のインスタントコーヒー市場で70〜80％の圧倒的なシェアを維持し、最も人気のあるコーヒーブランドとなっている。
東西食品の株式の半分は、米国のクラフトフーヅ社が保有している。これはゼネラルフーヅ社がクラフトフーヅ社に合併された関係による。「マキシム」「マクスウェルハウス」のブランドも現在はクラフトフーヅの所有であるため、ロイヤリティをクラフトフーヅに支払っている。
コーヒー類のほか、チーズや菓子などクラフトフーヅの国際的なブランドの製品も導入して販売している。また緑茶や紅茶などの各種飲料や蜂蜜なども生産している。

## その他
2014年10月、社内品質検査で大腸菌群が検出されたものを再利用していることが発覚、食品医薬品安全処により一部の商品の流通・販売が暫定的に禁止された。